# Juli 1918
Portal Geschichte | Portal Biografien | Aktuelle Ereignisse | Jahreskalender | Tagesartikel

◄ |
19. Jahrhundert |
20. Jahrhundert
| 21. Jahrhundert

◄ |
1880er |
1890er |
1900er |
1910er
| 1920er | 1930er | 1940er | ►

◄ |
1914 |
1915 |
1916 |
1917 |
1918
| 1919 | 1920 | 1921 | 1922 | ►

◄ |
April 1918 |
Mai 1918 |
Juni 1918 |
Juli 1918 |
August 1918 |
September 1918 |
Oktober 1918 |
►
Dieser Artikel behandelt tagesbezogene Nachrichten und Ereignisse im Juli 1918.
Im Monat fortlaufend: der Erste Weltkrieg

## Tagesgeschehen

### Montag, 1. Juli 1918
- Minden: Inbetriebnahme der Kleinbahn Minden – Nammen

### Dienstag, 2. Juli 1918
- Washington: Die US-Regierung erkennt den Tschechoslowakischen Nationalausschuss unter Tomáš Garrigue Masaryk als provisorische tschechoslowakische Regierung an

### Mittwoch, 3. Juli 1918
- Spa: Am Sitz des (deutschen) Großen Hauptquartiers beginnt eine weitere Konferenz zu den Kriegszielen[1]
- Namacurra in Portugiesisch-Ostafrika: wird von deutschen Truppen unter Paul von Lettow-Vorbeck erobert
- Gestorben:

Wilhelm Reinhard, deutscher Jagdflieger
Benjamin Tillman || US-amerikanischer Politiker, Gouverneur von South Carolina

### Donnerstag, 4. Juli 1918
- Konstantinopel Auf dem Sultansthron folgt auf den am Tag vorher gestorbenen Mehmed V. dessen Bruder Mehmed VI. an die Spitze des Osmanischen Reichs
- Le Hamel: Erfolgreicher brit. Panzerangriff gemeinsam mit austral. Infanterie in der Schlacht von Hamel (3.400 Tote)
- Geboren:

Taufaʻahau Tupou IV., Tonga († 10. September 2006)
- Gestorben:

Sebastiano Martinelli, Kardinal der katholischen Kirche
Charles Wolf, französischer Astronom und Physiker

### Freitag, 5. Juli 1918
- Gestorben:

Samuel Lattès, französischer Mathematiker
John William Sterling, US-amerikanischer Jurist, Mäzen der Yale University

### Samstag, 6. Juli 1918
- Moskau: Aufstand der Linken Sozialrevolutionäre
- Moskau: Der deutsche Botschafter, Wilhelm von Mirbach-Harff, wird ermordet
- Eine französisch-italienische Offensive in Albanien beginnt.
- Geboren:

Sebastian Cabot, brit. Schauspieler († 22. Aug. 1977).

### Sonntag, 14. Juli 1918
- Wien: Franz Conrad von Hötzendorf wird als k.u.k. Oberbefehlshaber der Südwestfront entlassen
- Geboren:

Ingmar Bergman, Regisseur († 30. Juli 2007)

### Montag, 15. Juli 1918
- Reims/Champagne: Beginn der deutschen Sommeroffensive/Zweiten Schlacht an der Marne (bis zum 6. August 1918)

### Mittwoch, 17. Juli 1918
- Jekaterinburg: die Zarenfamilie wird erschossen
- Die Carpathia wird im Ärmelkanal durch U 55 versenkt

### Sonntag, 21. Juli 1918
- Orleans, Cape Cod im US-Bundesstaat Massachusetts: Angriff auf Orleans (Vereinigte Staaten) durch das deutsche U-Boot U 156

### Montag, 22. Juli 1918
- Japan: Beginn der Reisaufstände und Streiks (bis September) in mehreren Städten
- Wien: Das k.k. Ministerium Seidler tritt zurück, es folgt das Ministerium Hussarek

### Freitag, 26. Juli 1918
- Baku: Ein Putsch beendet die Kommune von Baku und führt zur Errichtung der Zentralkaspischen Diktatur

### Samstag, 27. Juli 1918
- Teheran: Die iranische Regierung erklärt alle Verträge, Abmachungen und Konzessionen mit Sowjet-Russland, die durch Drohungen oder Bestechungen geschlossen wurden, für unwirksam. Dies ist eine Folge der vorausgegangenen Annullierung des Petersburger Vertrages von 1907 durch die bolschewistische Regierung.

### Sonntag, 28. Juli 1918
- Jaroslawl: Die Tscheka richtet nach einem Aufstand 428 Gegner der Bolschewiki hin

### Dienstag, 30. Juli 1918
- Kiew: Generalfeldmarschall Hermann von Eichhorn wird durch Linke Sozialrevolutionäre ermordet